# Chota (provincie)
| Chota                                                     | Chota                    |
| --------------------------------------------------------- | ------------------------ |
| Harta localizării provinciei în cadrul regiunii Cajamarca |                          |
| Informații generale                                       |                          |
| Țară                                                      | Peru                     |
| Regiune                                                   | Cajamarca                |
| Fondare                                                   | Provincia de Chota       |
| Primar                                                    | Jeiner Ubaldo Julón Díaz |
| - Capitală                                                | Chota                    |
| - Suprafață totală                                        | 3795 km2                 |
| - Districte                                               | 29                       |
| Populație                                                 |                          |
| An recensământ                                            | 2005                     |
| - Totală                                                  | 165 411                  |
| - Densitate                                               | 43,59/km2                |
| Fus orar                                                  | UTC-5                    |
| Sit web                                                   | http://www.chota.org/    |
| UBIGEO                                                    | 0604                     |
| Modifică text                                             |                          |

Chota este una dintre cele treisprezece provincii din regiunea Cajamarca din Peru. Capitala este orașul Chota. Se învecinează cu provinciile Cutervo, Utcubamba, Luya, Hualgayoc, Santa Cruz, Chiclayo și Ferreñafe.

## Diviziune teritorială
Provincia este divizată în 29 districte (spaniolă: distritos, singular: distrito):
- Chota.
- Anguía.
- Chadín.
- Chalamarca.
- Chiguirip.
- Chimban.
- Choropampa.
- Cochabamba.
- Conchán.
- Huambos.
- Lajas.
- Llama.
- Miracosta.
- Paccha.
- Pion.
- Querocoto.
- San Juan de Licupis.
- Tacabamba.
- Tocmoche.